# Nevéstino
Nevéstino es la capital del municipio homónimo, de la provincia de Kiustendil, Bulgaria, con una población estimada a final del año 2017 de 481 habitantes. 
Se encuentra ubicado al este del país, cerca de la frontera con Macedonia del Norte y Serbia.